# Union Mill (Cranbrook)
De Union Mill ('Uniemolen') is een korenmolen in Cranbrook in het Engelse graafschap Kent. Het is een houten achtkante stellingmolen en de grootste molen van dit type in het Verenigd Koninkrijk. De Union Mill is een Grade I listed building, het Britse equivalent van een rijksmonument.

## Geschiedenis
De Union Mill werd in 1814 gebouwd door de molenmaker James Russell uit Cranbrook. De eerste eigenaresse was Mary Dobell. Haar zoon werkte in de molen tot hij in 1819 failliet werd verklaard. Een groep crediteuren (union) nam de molen over, die daarna bekend werd als de Union Mill. In 1832 werd de molen gekocht door John Russell. Zijn familie bleef vijf generaties in de Union Mill werkzaam. In 1840 verving molenmaker Samuel Medhurst uit Lewes, East Sussex de houten bovenas door een exemplaar van gietijzer. Het Oudhollands gevlucht werd vervangen door zelfzwichting-zeilen. Enkele jaren later maakte molenmaker George Warren uit Hawkhurst de molen zelfkruiend. In 1863 werd een 10 pk-stoommachine en een extra koppel molenstenen geïnstalleerd. De wijde stelling werd in 1880 door een smallere vervangen, opnieuw door George Warren. Voor de stoommachine kwam in 1912 een gasmotor in de plaats. In 1920 werd een tweedehands gevlucht van de windmolen Sarre aangebracht. Ook werd in dat jaar een paar roeden van de Benenden-windmolen gekocht, maar deze bleken ongeschikt te zijn. In de vroege jaren dertig werd de molen buiten gebruik gesteld, maar in 1933 kwam hij weer in bedrijf. De gasmotor werd in 1954 door een elektromotor vervangen. In 1957-60 werd de Union Mill gerestaureerd door de Nederlandse molenmaker Christiaan Bremer uit Adorp, Groningen. In 1959 kwam de molen in het bezit van de Kent County Council.

## Beschrijving
De Union Mill is een zeven verdieping tellende houten achtkante stellingmolen. Hij is 21,95 meter hoog tot de kap. De stenen onderbouw heeft vier verdiepingen en het houten achtkant telt er drie. De stelling bevindt zich op de derde verdieping. De molen, die bekleed is met hout, heeft zelfkruiing en zelfzwichting. Er waren drie koppels molenstenen, waarvan twee koppels resteren. De vlucht is 20,73 meter

## Molenaars
De molenaars van Union Mill waren:
- Henry Dobell 1814-19
- John Russell 1832-75
- Ebenezer Russell 1875 -
- Hugh Russell -
- Caleb Russell 1902-18
- John Russell 1918-57
- Henry Hicks 1960 -